# Елиазян, Степан Карапетович
Степан Карапетович Елиазян (род. 1973) — российский самбист и дзюдоист, серебряный (1996) и бронзовый (2001) призёр чемпионатов России по дзюдо, бронзовый призёр чемпионатов России по самбо, мастер спорта России международного класса. Прапорщик пограничных войск. Чемпион погранвойск по самбо. По самбо выступал в лёгкой весовой категории (до 62 кг). Наставником Елиазяна был Рудольф Бабоян.

## Спортивные результаты

### Дзюдо
- Чемпионат России по дзюдо 1996 года — ;
- Чемпионат России по дзюдо 2001 года — ;

### Самбо
- Чемпионат России по самбо 2001 года — ;
- Чемпионат России по самбо 2002 года — ;
- Чемпионат пограничной службы России по самбо и рукопашному бою 2002 года — [1];